# 動植物保護法 (1986年)
動植物保護法（どうしょくぶつほごほう、Fauna and Flora Guarantee Act）は、オーストラリアのビクトリア州政府によって1986年に制定された法律。ビクトリア州の多様な居住動植物の保存・永続を図り、絶滅を防ぐ事を目的としている。同法はオーストラリア連邦最初の、動植物保護の為の法律である。病原体・バクテリア・ウイルスなどは保護の対象から外れている。